# Greenwood (Mississippi)
Greenwood város az USA Mississippi államában, Leflore megyében, melyek megyeszékhelye. Lakosainak száma 14 490 fő (2020. április 1.).

## Népesség
A település népességének változása:

| 2010 | 15 205 |
| 2020 | 14 490 |